# Дубровницкая республика (1991)
Дубровницкая республика (серб. Дубровачка република) - сербское квазигосударство, провозглашённое частями армии Югославии во время осады Дубровника 15 октября 1991 года.
Несмотря на название, не контролировала территорию самого города Дубровника. Под оккупацией армии Югославии находились лишь деревни Цавтат и Конавле.
Временным президентом был назначен Александр Ако Аполлонио. 
По мнению МТБЮ, вся военная кампания Югославии в окрестностях Дубровника была направлена на создание сербского государства, которое позже должно было присоединиться к единой Югославии.

## История
Идея о присоединении Дубровника к новому пансербскому государству поддерживалась Сербской радикальной партией Воислава Шешеля, который, в свою очередь, впервые включил в состав Великой Сербии Дубровник.
Дубровницкая республика была провозглашена во время оккупации территорий близ города армией Югославии 15 октября 1991 года. Но само правительство Югославии никак не комментировало это и не заявляло о поддержке нового правительства. Но из перехваченных сообщений из окружения Слободана Милошевича известно, что сербским правительством, хоть и негласно, но рассматривался проект присоединения Дубровника к Сербии.

Политический деятель и боснийский серб Радован Караджич был ярым сторонником присоединения Дубровника к Сербии. Он считал, что после окончательного присоединения в городе надо будет провести этническую чистку:
Сжечь всё и до свидания!... К северу от реки необходимо убить всех!
Будучи находящимся под оккупацией, население городов и деревень близ Дубровника подвергалось грабежам со стороны югославской армии. Фермы были разграблены, дома сжигались, скот убивали.
Несмотря на то, что официально правительство Сербии согласилось на прекращение огня в январе 1992 года, бои в районе Южной Далмации (в том числе и в окрестностях Дубровника) между частями югославской и хорватской армий продолжались до мая 1992, когда республика была окончательно распущена.